# Clapham South
Clapham South è una stazione della metropolitana di Londra, servita dalla linea Northern.

## Storia
La stazione venne realizzata su progetto di Charles Holden e venne inaugurata il 13 settembre 1926 come parte dell'estensione verso Morden, promossa dalla City & South London Railway (oggi parte della linea Northern). Prima dell'apertura vennero proposti numerosi nomi, come Balham North e Nightingale Lane.
Gli appartamenti soprastanti lo scalo, i cosiddetti Westbury Court, furono un'aggiunta successiva: vennero infatti edificati negli anni trenta, sullo stesso stile della stazione. Degno di nota, inoltre, il fatto che il 16 giugno 1987 il fabbricato viaggiatori di Clapham South sia stato eletto monumento classificato di grado II.

## Interscambi
Nelle vicinanze della stazione effettuano fermata alcune linee di autobus, gestite da London Buses.
- Fermata autobus